# Château de Florimont
Le château de Florimont est un ancien château fort, cité au début du XIVe siècle, aujourd'hui en ruine, dont les vestiges se dressent sur le territoire de la commune française de Gex, dans le département de l'Ain, en région Auvergne-Rhône-Alpes.

## Localisation
Les ruines du château sont situées sur une hauteur entre la « Fontaine de Napoléon » et la vallée à 948 mètres d'altitude, dominant l'ancienne route du col de la Faucille, sur la commune de Gex, dans le département français de l'Ain.

## Historique
Le château cité depuis 1310 est la possession des sires de Gex, vassaux des comtes de Savoie.
En 1353, il est assiégé et pris lors de la guerre que le comte de Savoie, le comte Vert, fait à Gex.
Le château est vraisemblablement ruiné depuis le XVe siècle.

## Description
Le château se présente sous la forme d'une enceinte quadrangulaire sur laquelle s’appuie les logis et dans l'angle nord-est un « donjon » rectangulaire attenant. L'angle sud-ouest est flanqué d'une tour circulaire postérieure.
La basse-cour est séparée du haut-château qu'elle précède sur la crête par un fossé.